# Бутовский полигон
Бу́товский полиго́н — историческое наименование урочища, известного как одно из мест массовых казней и захоронений жертв сталинских репрессий и расположенного рядом с посёлками городского типа Боброво и Дрожжино Ленинского городского округа Московской области, где, согласно результатам исследований архивно-следственных документов, в 1930—1950-х годах были расстреляны более двадцати тысяч человек. Перечень из 20 761 человека, расстрелянного в августе 1937 — октябре 1938 годов (время большинства казней), известен поимённо.
Патриарх Московский и всея Руси Алексий II назвал Бутовский полигон «Русской Голгофой». Среди захороненных на полигоне — около тысячи представителей духовенства: как Русской церкви (православных различной юрисдикционной принадлежности), так и иных конфессий.
9 августа 2001 года Постановлением Правительства Московской области Бутовский полигон был объявлен памятником истории и культуры местного значения.
Казнённые на Бутовском полигоне в большинстве были приговорены к расстрелу внесудебными органами — тройкой УНКВД СССР по Московской области, а также особой комиссией НКВД СССР и Прокурора СССР.
Недалеко от Бутовского полигона находятся два других бывших специальных объекта: полигон Коммунарка (бывшая личная дача Генриха Ягоды, впоследствии — места массовых казней), и Сухановская особорежимная тюрьма (на территории монастыря Екатерининская мужская пустынь).

## История
Впервые село Дрожжино упоминается в 1568 году, когда здесь находилась усадьба земского боярина Фёдора Михайловича Дрожжина (впавшего в немилость Ивана Грозного и казнённого по приказу царя). На месте Бутовского полигона в конце XIX века находилось имение Космодамианское-Дрожжино (в честь святых-бессребреников Космы и Дамиана). В 1889 году хозяином имения Н. М. Соловьёвым был основан конный завод, у леса устроен ипподром со зрительскими трибунами. Владелец Бутовского имения И. И. Зимин вскоре после Октябрьской революции, не дожидаясь конфискации, отдал всё государству и уехал с семьёй за границу. Конный завод поставлял лошадей Красной Армии.
В 1920-е годы в Бутове была создана сельскохозяйственная колония ОГПУ. В 1934 году территория около 2 км² была обнесена глухим забором; на ней был обустроен стрелковый полигон НКВД, а территория взята под круглосуточную вооружённую охрану. Неподалёку в районе совхоза «Коммунарка» находился другой спецобъект — полигон «Коммунарка» (бывшая личная дача Генриха Ягоды, впоследствии — места массовых казней).
31 июля 1937 года нарком Н. И. Ежов издал приказ № 00447 «Об операции по репрессированию бывших кулаков, уголовников и других антисоветских элементов». После этого в ходе политических репрессий в Москве было вынесено и приведено в исполнение огромное количество смертных приговоров. Кладбища Москвы не могли справиться с таким потоком захоронений. Тогда в середине 1937 года НКВД были выделены два новых спецобъекта — Бутово и Коммунарка. На объект «Коммунарка» попадали представители партийного руководства и советской номенклатуры, офицеры РККА, инженеры, деятели культуры и искусства, работники НКВД, а на объекте «Бутово» расстреливались все остальные: рабочие, крестьяне, священники, кулаки, уголовники, бывшие белогвардейцы и прочие «антисоветские элементы». Больше всего людей было расстреляно 28 февраля 1938 года — 562 человека. На февраль 1938 года пришёлся пик расстрелов, что связано с дополнительной квотой на расстрел 4000 человек, утверждённой Политбюро ЦК ВКП(б) 31 января только для Московской области.
Смертные приговоры осуждённым были вынесены без состязательного судебного рассмотрения, с санкций внесудебных органов уголовного преследования — тройки УНКВД по Московской области, особой комиссии НКВД СССР, прокурора СССР, а также специальной коллегии Московского областного суда.
Осуждённых на расстрел привозили из московских тюрем в машинах с надписью «ХЛЕБ». На полигоне их размещали в длинном бараке, где проводилась перекличка и сверка людей с доставленными из тюрем документами. И только после этого им объявляли смертный приговор. Расстрел начинался после восхода солнца выстрелом в затылок из пистолета. Расстрелянных закапывали в 13 рвах, общая протяжённость которых составляла 900 метров. Ширина каждого рва была 4—5 метров, а глубина около 4 метров.
Захоронения производились без уведомления родственников и без гражданской панихиды. Родственники расстрелянных стали получать свидетельства с указанием точной даты и причины смерти только с 1989 года.

## Число жертв
Из результатов документальных исследований, выполненных Постоянной межведомственной комиссией правительства Москвы по восстановлению прав жертв политических репрессий, выяснены обстоятельства казней на Бутовском полигоне за период с 8 августа 1937 года по 19 октября 1938 года. Всего за указанный период было расстреляно 20 765 человек. Из них 5595 чел. (27 %), казнённых по уголовным и смешанным статьям, не реабилитировано до сих пор. Реабилитировано за период по октябрь 2003 года 15 166 чел. (73 %).
В Бутово расстреляны и похоронены 374 церковно- и священнослужителя Русской православной церкви (РПЦ): от митрополита Серафима (Чичагова) до десятков диаконов, пономарей и чтецов.

## Дальнейшее использование полигона
После 1938 года, когда в Бутове прекратились массовые расстрелы, полигон продолжал использоваться для захоронений тех, кого расстреляли в московских тюрьмах. Здание комендатуры, расположенное в 100 метрах от погребальных рвов, было превращено в Дом отдыха для старших офицеров НКВД. Его неоднократно посещал и Лаврентий Берия.
Во время Великой Отечественной войны в районе Бутовского полигона развернули лагерь с немецкими военнопленными. Их использовали на строительстве Варшавского шоссе.

## Изучение полигона и увековечивание памяти жертв

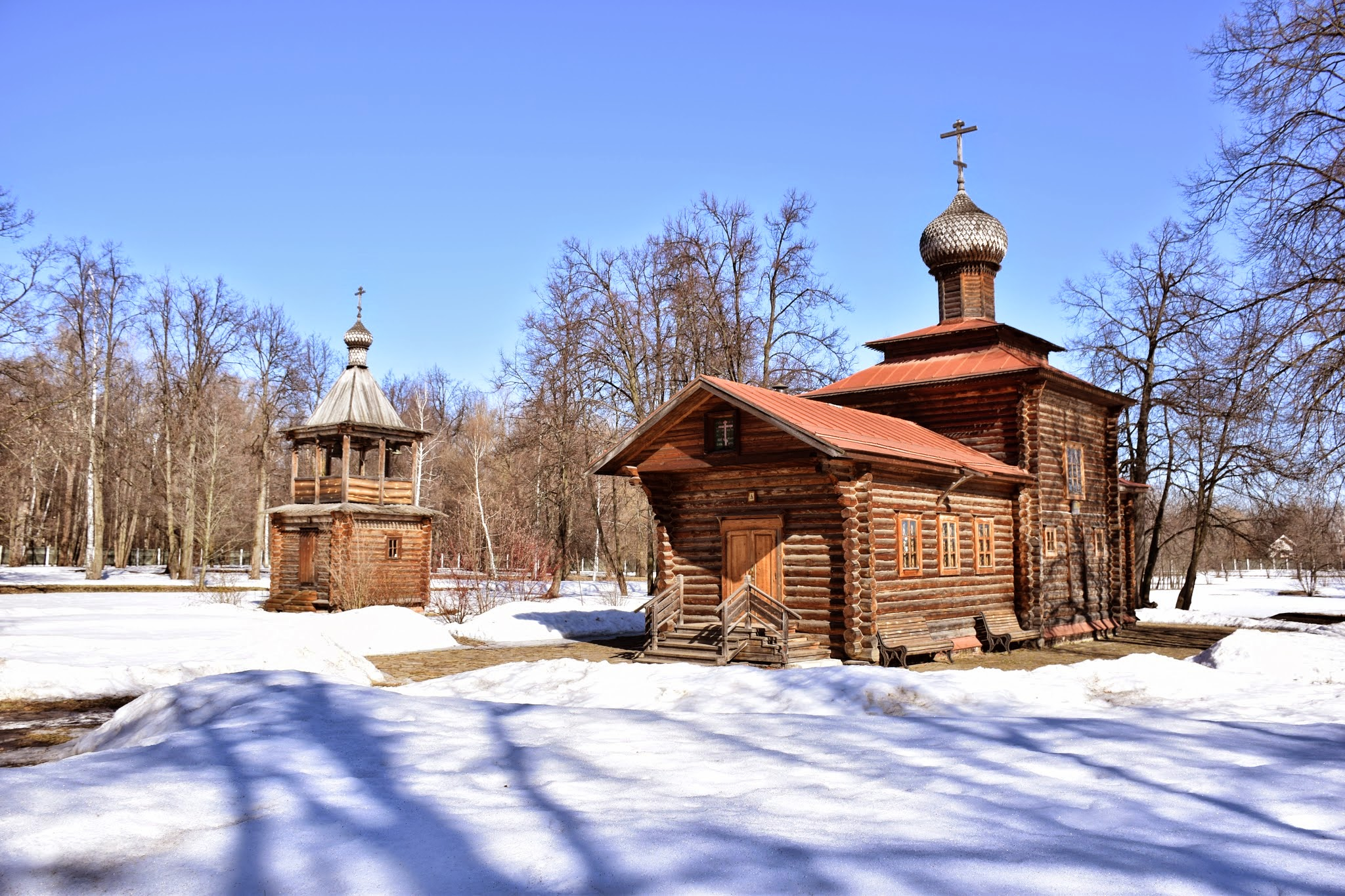
Храм новомучеников и исповедников Российских в Бутове, на территории Бутовского полигона

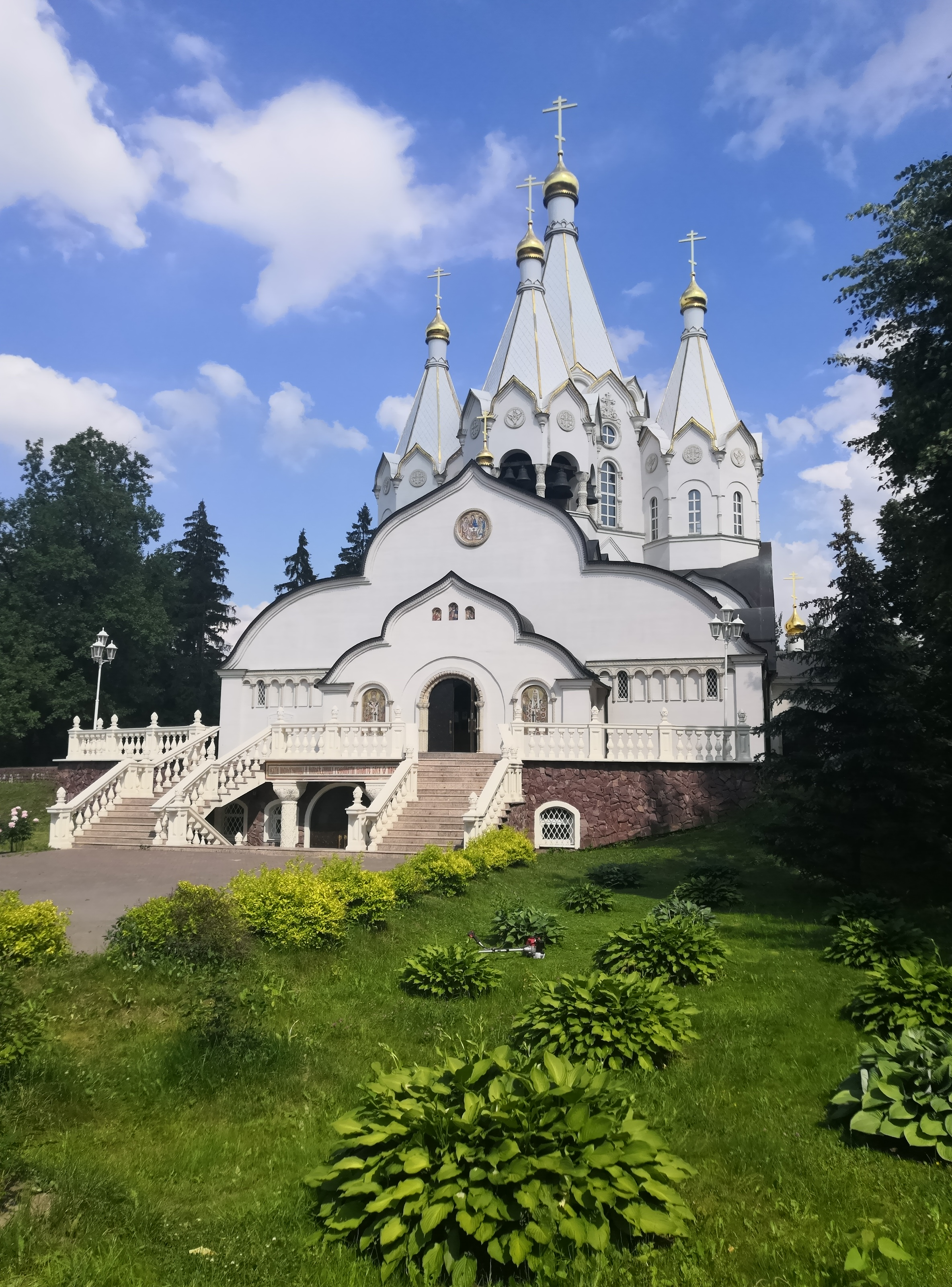
Новый храм новомучеников и исповедников Российских в Бутове

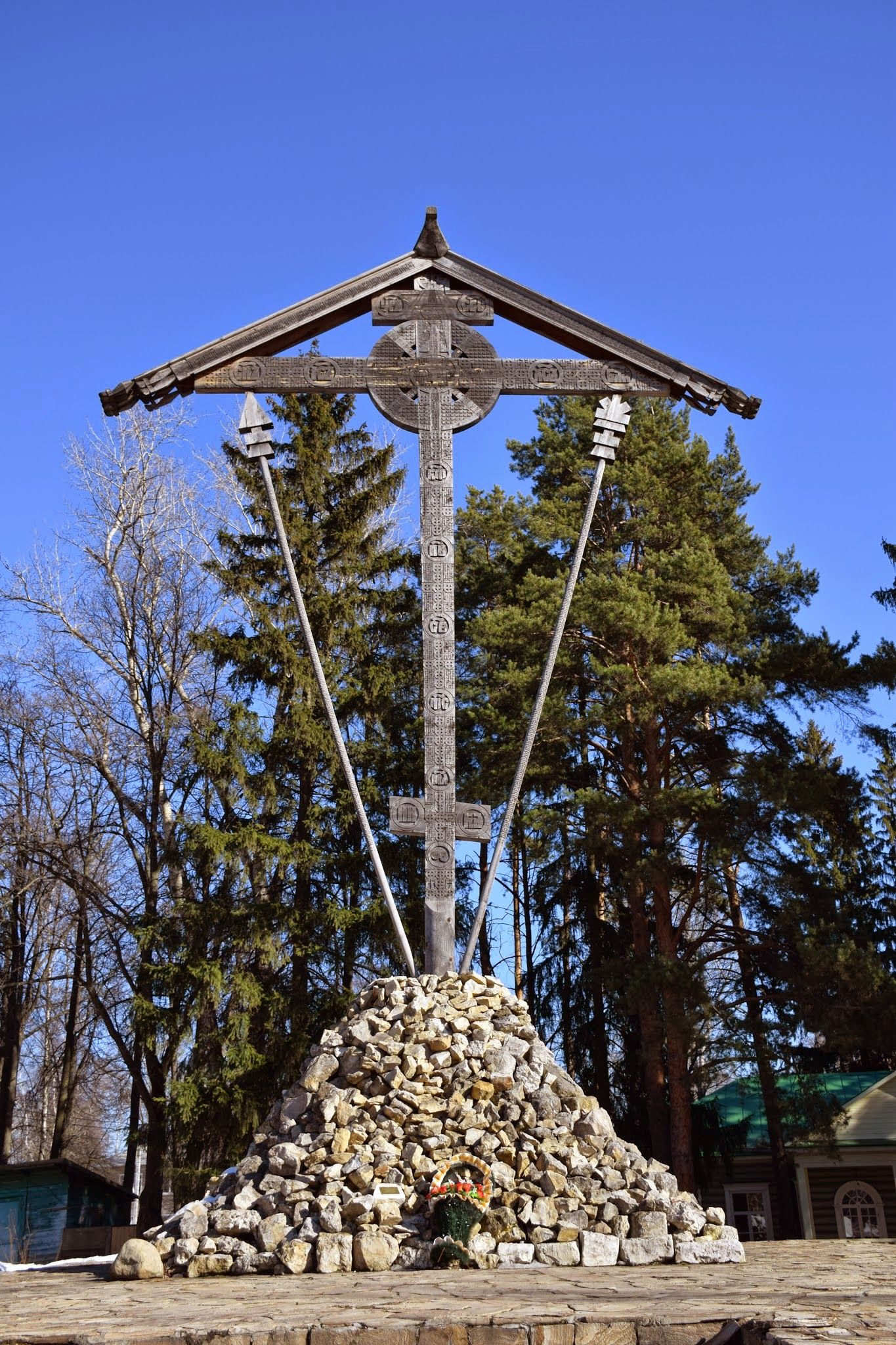
Бутовский крест

Начиная с 1992 года московская общественная группа по увековечиванию памяти жертв политических репрессий (группа М. Б. Миндлина) с помощью сотрудников ФСК-ФСБ приступила к архивной работе со следственными делами расстрелянных на Бутовском полигоне, при этом собирались сведения и составлялись краткие биографические справки для будущей «Книги памяти».
Весной 1993 года полигон впервые посетили родственники погибших, осенью того же года в его южной части была установлена гранитная памятная плита.
Бутовский полигон находился под охраной войск госбезопасности вплоть до 1995 года. Затем он передан Русской православной церкви и открыт для посещения по субботам и воскресеньям. На одной из братских могил был установлен поклонный крест памяти святых Новомучеников и Исповедников Российских (именно в Бутове расстреляно и похоронено большое количество священнослужителей РПЦ).
В 2001 году полигон был объявлен памятником истории регионального значения. Это позволило предотвратить попытки застройки его территории.
В связи с тем, что деревянный храм, построенный на территории полигона в 1995—1996 годах и освящённый 11 декабря 1996 года, в день памяти митрополита Серафима (Чичагова), был мал, 15 мая 2004 года состоялась закладка храма Новомучеников и Исповедников Российских, построенного в стиле древнерусских шатровых храмов. Великое освящение состоялось 19 мая 2007 года. По периметру стен храма висит 51 икона — по числу дней расстрелов. В притворе храма находится экспозиция, где представлены вещи расстрелянных, обнаруженные в 1997 году — обувь, фрагменты одежды, узелки, гильзы и т. д. Также в экспозиции показаны и личные вещи убитых на полигоне людей.
В 2006 году на полигоне велась рекультивация земли, кроме того, были установлены точные границы каждого погребального рва.
30 октября 2007 года, в День памяти жертв политических репрессий, Бутовский полигон посетили президент России Владимир Путин и Патриарх Московский и всея Руси Алексий II.

## Канонизация жертв
3 сентября 2003 года по благословению патриарха Алексия II в месяцеслов Русской православной церкви внесено празднование Собору новомучеников, в Бутово пострадавших, в память о святых, принявших мученическую кончину за православную веру на Бутовском полигоне. Празднование Собору совершается в 4-ю субботу по Пасхе. На май 2009 года включал имена 321 святого.

## Мемориальный комплекс на территории полигона
С 11 декабря 1997 года в здании администрации деревни Дрожжино, рядом со входом на полигон, стали совершаться заупокойные службы клириками Московского патриархата.
На территории Бутовского полигона размещены стенды с поимённым перечислением 935 расстрелянных служителей и прочих членов Русской православной церкви.
По стендам и другим несущим информацию сооружениям (памятным камням и т. п.) мемориального комплекса Бутовского полигона посетителям не удастся выяснить некоторые важные сведения, такие как число реабилитированных, степень и характер виновности того или иного лица или группы лиц, национальный, половой, возрастной состав казнённых.
Комплекс открыт для посещения по субботам и воскресеньям. Заказ экскурсий производится дополнительно, по предварительной договорённости с экскурсоводом.

## Известные люди, расстрелянные на Бутовском полигоне

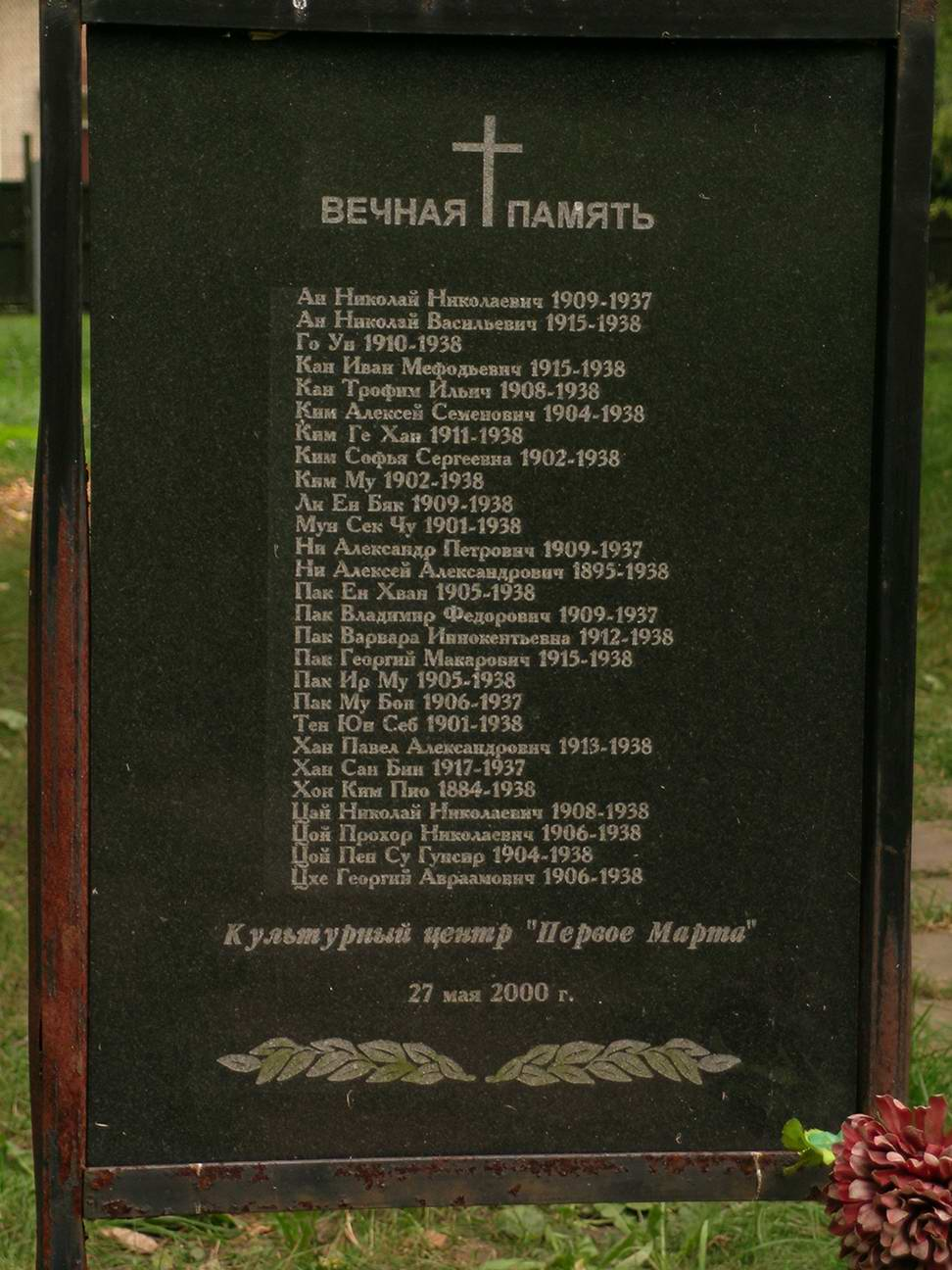
Вечная память. Культурный центр «Первое марта»

См. также: Расстрелянные и похороненные на Бутовском полигоне
- Амбарцумов, Владимир Амбарцумович (1892—1937) — священнослужитель Русской православной церкви, изобретатель.
- Ауслендер, Сергей Абрамович (1886—1937) — писатель «серебряного века».
- Бройде, Соломон Оскарович (1892—1938) — русский советский писатель и публицист.
- Гельман, Ганс (1903—1938) — немецкий и советский физик.
- Делекторский Никита Петрович (1876—1937) — епископ Нижнетагильский, Орехово-Зуевский.
- Джунковский, Владимир Фёдорович (1865—1938) — бывший градоначальник Москвы.
- Древин, Александр Давыдович (1889—1938) — художник
- Головин, Фёдор Александрович (1867—1937) — председатель Государственной думы Российской империи II созыва.
- Карикаш, Фридеш (1892—1938) — венгерский писатель и политик.
- Кишкин, Владимир Александрович — замглавы НКВД СССР.
- Клуцис, Густав Густавович (1895—1938) — художник-авангардист.
- Кобылинская (Битнер), Клавдия Михайловна (?-1938), супруга полковника Кобылинского, Евгения Степановича, российский военнослужащий, полковник, начальник Царскосельского караула и особого отряда по охране царской семьи в Тобольске.
- Комаровский, Владимир Алексеевич — художник-иконописец.
- Лейко, Мария Карловна (1887—1938) — актриса.
- Олсуфьев, Юрий Александрович (1887—1938) — искусствовед и реставратор.
- Проферансов, Владимир Александрович (1874—1937) — священник Русской православной церкви, протоиерей, причислен к лику святых Русской православной церкви в 2000 году.
- Семашкевич, Роман Матвеевич (1900—1937) — художник.
- Серафим (Чичагов) (1856—1937) — епископ Русской православной церкви, митрополит Санкт-Петербургский.
- Трубачёв, Зосима Васильевич (1893—1938) — протоиерей Русской православной церкви, причислен к лику святых как священномученик в 2000 году для общецерковного почитания.
- Тихомиров, Иван Петрович (1876—1938) — священнослужитель.
- Ченыкаев, Николай Сергеевич (1878—1938) — бывший калужский губернатор (1915—1917).
- Ягодин, Василий Александрович (1870—1937) — протоиерей Русской православной церкви, причислен к лику святых как священномученик в 2000 году для общецерковного почитания.